# Georges Neumann
Pour les articles homonymes, voir Neumann.
 (août 2017).
Si vous disposez d'ouvrages ou d'articles de référence ou si vous connaissez des sites web de qualité traitant du thème abordé ici, merci de compléter l'article en donnant les références utiles à sa vérifiabilité et en les liant à la section « Notes et références ».
Louis Georges Neumann, né le 22 octobre 1846 à Paris, décédé le 28 juin 1930 à Saint-Jean-de-Luz, est un vétérinaire et parasitologue français.

## Biographie succincte
Professeur à l'école nationale vétérinaire de Toulouse, il a été élu correspondant de l'Académie des sciences le 17 juin 1918.